# المجلس الكاريبي للامتحانات
المجلس الكاريبي للامتحانات، (بالإنجليزية: Caribbean Examinations Council)‏، أنشئ (CXC) في عام 1972 بموجب الاتفاق من جانب الحكومات المشاركة في المنطقة، لإجراء مثل هذه الامتحانات. ويخول للمجلس تنظيم سير الامتحانات، وفرض متطلبات التأهيل للمرشحين، والرسوم المستحقة عليه. كما يصدر الشهادات التعليمية في 16 دولة ناطقة باللغة الإنجليزية، في كومنولث، وأقاليم الكاريبي، وحلت محل الشهادة العامة للامتحانات (GCE) التعليم المستخدمة من قبل أنجلترا، وبعض الأعضاء الآخرين في الكومنولث.
كان CXC هو مؤسسة من مؤسسات المجتمع الكاريبي (كاريكوم)، المعترف بها كمؤسسة المنتسبين للمجموعة في معاهدة عام 1973 التي خلقت المجموعة الكاريبية. وينتمي أعضاء المجلس من البلدان، والأقاليم الستة عشر في المنطقة، ولجامعتين هما جامعة غيانا، وجامعة الهند الغربية.

## أعضاء المجلس الكاريبي
- مستشار نائب رئيس جامعة الهند الغربية.
- مستشار نائب رئيس جامعة غيانا.
- ثلاثة ممثلين من جامعة جزر الهند الغربية، يعينهم المستشار نائب رئيس جامعة جزر الهند الغربية.
- ممثل واحد من جامعة غيانا، يعينه نائب مستشار في جامعة غيانا.
- تعيين ممثلين اثنين، من كل من الحكومات المشاركة: بربادوس، وجامايكا، وغيانا، وترينيداد وتوباغو، وممثل واحد تعينه كل واحدة من الحكومات الأخرى المشاركة.
- ممثل واحد عن مهنة التدريس، المعينين من قبل اللجنة الوطنية.

## الأقاليم المشاركة
الأقاليم المشاركة في المجلس الكاريبي للإمتحانات هي: أنغيلا، وأنتيغوا، وبربودا، وبربادوس، وبليز، وجزر فيرجن البريطانية، وجزر كايمان، ودومينيكا، وغرينادا، وغيانا، وجامايكا، ومونتسيرات، وسانت كيتس، ونيفيس، سانت لوسيا، سانت فنسنت، وغرينادين، وترينيداد، وتوباغو، جزر تركس، وكايكوس.

## العضوية
ينتخب أعضاء المجلس، ويبقون في مناصبهم لمدة ثلاث سنوات. ويتم انتخاب الرئيس، ونائب الرئيس، من بين الأعضاء، لمدة ثلاث سنوات أو للمدة المتبقية من مناصبهم كأعضاء في المجلس.
المجلس ينظم أعماله، على أساس كل ثلاث سنوات، وذلك باعتماد السنة الميلادية.

## مستوى الإمتحانات
يقدم مجلس الامتحانات الكاريبي ثلاثة مستويات من الامتحانات والشهادات:
تقييم الخروج الابتدائي الكاريبي (CPEA)، وشهادة التعليم الثانوي الكاريبي (CSEC)، وامتحانات الكفاءة الكاريبية المتقدمة (CAPE).
تم الكشف عن برنامج CXC Associate Degree Program في عام 2005 ؛ هو مؤهل جامعي يعتمد على شهادة CAPE.
عادة ما يتم إجراء امتحانات شهادة التعليم الثانوي الكاريبي (CSEC) من قبل الطلاب بعد خمس سنوات من المدرسة الثانوية، وتسجيل نهاية التعليم الثانوي القياسي.
إن امتحانات CSEC تعادل امتحانات المستوى العادي (O-Levels) وتستهدف الطلاب في سن السادسة عشرة وما فوق.
غالبًا ما يطلق على امتحانات CSEC اختبارات CXC لأنها كانت الامتحانات الوحيدة التي قدمتها CXC من عام 1979 حتى عام 1998 ، ويتم إجراء امتحانات الكفاءة المتقدمة في منطقة البحر الكاريبي (CAPE) من قبل الطلاب الذين أكملوا تعليمهم الثانوي ويرغبون في مواصلة دراستهم.
الطلاب الذين يرغبون في الجلوس ل CAPE عادة ما يكون لديهم CSEC أو شهادة معادلة.
إن CAPE يعادل المستويات المتقدمة (A-levels) وكلاهما مؤهلات طوعية مخصصة للدخول إلى الجامعة. منذ تقديمه في عام 1998 ، زاد عدد المواد المعروضة في CAPE. في حين أنه قد يختلف حسب المنطقة، يُنظر إلى CSEC بشكل عام على أنه مؤهل عمل يشهد على حامله كخريج من مدرسة ثانوية.
بينما يعتبر CAPE مؤهلاً مناسبًا للالتحاق بالتعليم العالي. كما تجري الأقاليم الجزرية في سانت مارتن وسابا - وكلاهما جزء من مملكة هولندا - امتحانات يديرها المجلس.
في عام 1993 ، بدأ قانون مجلس الامتحانات في منطقة البحر الكاريبي لضمان نزاهة الامتحانات التي أجراها المجلس.